# Зворничко-Езеро
Зворничко-Езеро (серб. Зворничко језеро) — водохранилище руслового типа на реке Дрине. Расположено на границе Боснии и Герцеговины (Республика Сербская) и Сербии (Мачванский округ) южнее боснийского города Зворник и сербского Мали-Зворник. Было создано в рамках строительства гидроэлектростанции в 1954 году.
Известно благодаря сомам, обитающим в нём. Считается, что на большой глубине встречаются рыбы длиной до 3 м и весом около 100 кг. Однако, рыбы такого размера никогда не вылавливались из озера. Самая крупная рыба, пойманная в озере, весила 87 кг.
Вода на глубине 5—6 м мутная. Дайверы, погружавшиеся в озеро смогли достичь глубины 15 м.